# Cephissus (mythologie)
Cephissus (Grieks: Κήφισσος) is een mythologische figuur, een zoon van Okeanos en Tethys en dus een van de Oceaniden uit de Griekse mythologie. Hij personifieert een gelijknamige rivier in het huidige Argolis in Griekenland.
Cephissus is vooral bekend van het verhaal over de strijd tussen Hera en Poseidon over de heerschappij over de stad Argos in de Peloponnesos; samen met zijn broers Inachus en Asterion koos Cephissus voor Hera. Poseidon nam wraak en liet Argolis opdrogen, waardoor de drie Oceaniden alleen in het regenseizoen werden aangevuld en in de zomer droog kwamen te liggen.